# Plagodis schuylkillensis
Plagodis schuylkillensis là một loài bướm đêm trong họ Geometridae.